# Neotanygastrella leucopoda
Neotanygastrella leucopoda är en tvåvingeart som först beskrevs av Wheeler 1949.  Neotanygastrella leucopoda ingår i släktet Neotanygastrella och familjen daggflugor. Inga underarter finns listade i Catalogue of Life.